# Janez Švajncer
Janez Švajncer [jánez švájncer] slovenski pisatelj, publicist, urednik in prevajalec, * 27. november 1920, Plintovec, Slovenija, † 8. maj 2007, Maribor.

## Življenje
Švajncer se je rodil 27. novembra leta 1920 na Plintovcu v Zgornji Kungoti pri Mariboru. Oče Jožef je bil čevljar in harmonikaš, ki je s prijatelji priložnostno nastopal na praznovanjih po Štajerskem in v sosednji Avstriji. Mati Kunigunda je bila oskrbnica, nešolana babica in zeliščarica. Pisatelj jo je literarno vključil v kar precej svojih književnih del.
Osnovno šolo je obiskoval v Juriju ob Pesnici, gimnazijo v Mariboru, na Filozofski fakulteti v Ljubljani pa je diplomiral iz slavistike. Na začetku druge svetovne vojne, 26. junija 1941, je bil odpeljan na prisilno delo v Zgornjo Šlezijo. V domovino se je vrnil šele avgusta 1945.
Svojo poklicno pot je začel leta 1945 v uredništvu dnevnika, ki je bil predhodnik današnjega Večera. Bil je tudi dopisnik Tanjuga, Mladine, Ljudske pravice (predhodnica današnjega Dela), Radia Ljubljane in pomočnik upravnika ter odgovorni urednik Radia Maribor. Devet let je bil glavni urednik revije Dialogi. Več let je honorarno poučeval slovenski jezik s književnostjo na Šoli za oblačilno stroko v Mariboru. Prav tako je več let deloval kot odgovorni urednik in lektor založbe DRUMAC.
Bil je član Društva slovenskih pisateljev, Slovenskega centra PEN in Haiku društva Slovenije.
Umrl je v 87. letu v mariborski bolnišnici. Njegov sin Janez J. Švajncer (krajše za Janez Janez Švajcer) je slovenski brigadir, zgodovinar, pisatelj, novinar, pravnik, urednik, veteran vojne za Slovenijo.

## Delo
Pri pisanju so ga zanimale predvsem aktualne družbene teme, posamezniki z nevsakdanjimi usodami ter dogodki iz preteklosti, tudi tisti zamolčani, pri vseh pa je vedno ostajal v mariborskem okolju. V svoji zavesti je nosil trpko vojno izkušnjo, ki se je prelevila v ustvarjalni pripovedni realizem, ki ga odlikuje jasnost, jedrnatost in neposrednost. Spočetka je sledil tradiciji socialne kmečke povesti, kasneje pa se je skušal z uvajanjem nekaterih sodobnejših oblikovalnih prijemov in tematiko približati modernejši prozi.
Napisal je več pripovednih in dramskih del, njegov celotni opus, skupaj z radijskimi igrami, humoreskami, drugo krajšo prozo in knjižnimi recenzijami, obsega več kot petsto objav. Izdal je več kot petdeset romanov in povesti, med njimi več kot deset knjig za otroke in mladino. Mladinska povest Junak na kolcih je izhajala v nemščini v avstrijskem tedniku Neues Land. V knjižni obliki je povest izdala Mohorjeva družba v Celovcu z besedilom v slovenščini in nemščini.
Drama Mati išče sina je bila prvič uprizorjena leta 1945 v Juriju ob Pesnici.
Prva knjiga Streli na meji je izšla leta 1955. Besedilo je kot podlistek izhajalo v Kmečkem glasu, v Slovenskem vestniku v Celovcu in v Novicah v Lenartu v Slovenskih goricah. V zgodbi je obdelal tihotapljenje v vaseh ob slovenski severni meji tik pred drugo svetovno vojno. Pripoved je naivno realistična. V trilogiji Prelom, Somrak, Svitev je literarno zajel družino Kolarji in množico drugih Mariborčanov vse od pohodov Maistrovih borcev do druge svetovne vojne in prvih let po njej. Izgnanstvo in prisilno delo je opisal v knjigah Jutro na zemlji in Groza v rumenem.
V bolgarski reviji je izšla črtica Tudi ti, Peter, ki je bila prevedena v francoščino in objavljena v reviji Le livre Slovene. Prištinska revija je v albanščini objavila Izbor pesmi. Odlomki iz mladinske povesti Junak na kolcih so bili prevedeni in v hrvaški, srbski in makedonski jezik.
Črtice, novele in zgodbe je objavljal na radijih (radio Trst, Celovec, Ljubljana, Maribor). Napisal in objavil je številne literarne kritike in članke s področja kulture. Njegove ljudske igre so uprizorila ljubiteljska društva po Sloveniji.
Uredil je zbornik Slovenec sem, zbornik občine Maribor Naših trideset let ter Zbornik Železničarskega športnega društva Maribor. Je avtor uradnih besedil občine Maribor (zaslužnim osebam, novoporočencem ter pogrebnih besedil v več različicah).

## Nagrade
- Založba Obzorja je leta 1956 nagradila pravljico Pojoča kotlina, ki jo je napisal skupaj z ženo Marijo.
- Mestni ljudski odbor Maribor ga je za literarno in kulturno ustvarjanje nagradil za romane: Ulice brez ljubezni (1965), Karneval (1968) in Klop v zelenem (1970).
- Za delo Med kolovozi (1975) in povest Tam, kjer dom stoji (1980) je prejel nagrado založbe Kmečki glas.
- Za črtico Dedek in vnuk je dobil nagrado festivala Kurirček.
- Prejel je državno odlikovanje red dela z zlatim vencem, red zaslug za ljudstvo s srebrnimi žarki, red dela z rdečo zastavo in red zaslug s srebrno zvezdo. Prejel je bronasto, srebrno in zlato odličje OF.